# 과산화 리튬
과산화 리튬(Lithium peroxide)은 화학식 Li2O2를 갖는 무기 화합물이다. 이 물질 흰색의 비흡습성 고체이다. 높은 산소: 질량과 산소: 부피 비율 때문에 우주선안 공기에서 이산화 탄소를 제거하기 위해 사용되었다.

## 합성
화합물은 과산화 수소와 수산화 리튬의 반응에 의해 합성된다. 이 반응은 초기에 수산화 리튬을 만들어낸다.
LiOH + H2O2 → LiOH + 2 H2O
이 과수산화 리튬은 일과수화물과 삼수화물로써 묘사되어있다 (Li2O2·H2O2·3H2O). 이 물질의 탈수는 무수 과산화물 염을 만든다;
2 LiOOH → Li2O2 + H2O2 + 2 H2O
이산화 리튬은 약 450 °C에서 분해되어 산화 리튬을 생성한다;
2 Li2O2 → 2 Li2O + O2
고체 이산화 리튬의 구조는 X선 결정학과 밀도 함수 이론에 의해 결정되었다. 이 고체는 약 1.5Å의 O-O 거리를 가진 “에탄 형”Li6O2의 하위 단위를 가려낸다. 수산화 리튬과 과산화 수소 또는 리튬알콕시드와 과산화 수소에 의해 얻을 수 있다.

## 용도
이것은 공기 청정기에서 중량이 중요한 곳에서 사용된다. 예를 들어, 이 물질은 이산화 탄소를 흡수하고 반응으로 산소를 방출한다:
2 Li2O2 + 2 CO2 → 2 Li2CO3 + O2
그것은 같은 무게의 수산화 리튬보다 더 많은 양의 이산화 탄소를 흡수한다. 그리고 더 많은 양의 산소 결합을 제공한다. 또한, 대부분의 다른 알칼리 금속 과산화물과는 달리 흡습성이 없다.
과산화리튬의 역반응은 프로토 타입 리튬-공기 배터리의 기초이다. 대기의 산소를 사용함으로써 이것의 반응에 필요한 산소를 제거하도록 해 배터리의 무게와 사이즈를 보존한다.
2014년에 오하이오 주립 대학교에서 리튬 공기 배터리와 공기 투과성 메쉬 형 태양 전지의 성공적인 결합이 발표되었다. 하나의 장치 ("태양 전지")에서 두 가지 기능을 결합하면 현재 사용되는 별도의 장치 및 제어기에 비해 비용을 크게 줄일 수 있다.

## 같이 보기
- 산화 리튬